# Ataque cibernético ao Superior Tribunal de Justiça
Em novembro de 2020, o Superior Tribunal de Justiça (STJ) foi alvo de um ataque cibernético, do tipo ransomware, por meio do programa malicioso (malware) "RansomExx". Como resultado do ataque, todo o acervo de processos da Corte foi criptografado, impedindo seu acesso sem o pagamento do resgate exigido pelo criminoso. Segundo o STJ, o backup do sistema não foi afetado pelo ato, o que permitiu a posterior restauração dos arquivos. O ataque foi identificado no dia 3 de novembro, ficando o site da Corte indisponível no mesmo dia. Em razão disso, o Tribunal suspendeu os prazos processuais, audiências e sessões de julgamento até o dia 9. O sítio só voltaria ao ar no dia 10. O STJ encaminhou notícia-crime ao ministro do Ministério da Justiça e Segurança Pública, André Mendonça, que por sua vez determinou que a Polícia Federal abrisse inquérito sobre o ocorrido. Além da Polícia Federal, também ajudam na investigação e recuperação dos dados o setor de inteligência do Exército Brasileiro e a Microsoft. Em reação ao sucedido, o presidente do Supremo Tribunal Federal e do Conselho Nacional de Justiça, Luiz Fux, determinou a criação de um comitê para elaborar soluções para proteger a Justiça de novos ataques. O ataque foi considerado como um dos mais graves já efetuados contra uma instituição de Estado do Brasil. Em 28 de abril de 2021, o Tribunal de Justiça do Rio Grande do Sul, sofreu um ataque similar, do mesmo tipo ransomware, afetando cerca de 12 mil computadores e deixando vários processos inacessíveis. Investigações estão sendo conduzidas sobre o ataque.